# Angraecum metallicum
Angraecum metallicum är en orkidéart som beskrevs av Henry Frederick Conrad Sander. Angraecum metallicum ingår i släktet Angraecum och familjen orkidéer.
Artens utbredningsområde är Madagaskar. Inga underarter finns listade i Catalogue of Life.